# Алвар (округ)
А́лвар (англ. Alwar, хинди अलवर जिला) — округ в индийском штате Раджастхан. Административный центр округа — город Алвар. Согласно всеиндийской переписи 2001 года население округа составляло 2 990 862 человека. Уровень грамотности взрослого населения составлял 62,48 %, что немного выше среднеиндийского уровня (59,5 %). Доля городского населения составляла 14,53 %. На территории округа расположен тигровый заповедник Сариска.